# Dancing with Myself
A Dancing with Myself egy punk dal, amelyet Billy Idol énekes és Tony James basszusgitáros írtak, a Generation X együttes számára. Ez volt az együttes utolsó kislemeze, és a legutolsó albumukon, a Kiss Me Deadly-n is felbukkant. A zenekar legismertebb számává vált, bár eleinte nem volt túl nagy sikere. 1981-ben egy átdolgozott változatban megjelent, mint Billy Idol első kislemeze. Ebben a verzióban a gitár agresszív hangzása a háttérbe szorul, és erősebbek a poposabb elemek. Rövidebb és hosszabb változatban is elkészült, az utóbbi rákerült a Don't Stop című EP-re.

## Az album dalai

### Generation X-verzió

#### 7": Chrysalis - CHS 2444 (UK)
1. "Dancing With Myself" (3:30)
2. "Ugly Rash" (4:30)

#### 12": Chrysalis - CHS 12 2444 (UK)
1. "Dancing With Myself" (4:06)
2. "Loopy Dub" (5:08)
3. "Ugly Dub" (3:05)

### Billy Idol-verzió

#### 7": Chrysalis - IDOL 1 (UK)
1. "Dancing With Myself" (3:19)
2. "Love Calling (Dub)" (5:33)

#### 12": Chrysalis - IDOLX 1 (UK)
1. "Dancing With Myself" (6:05)
2. "Love Calling (Dub)" (5:33)
3. "White Wedding" (12" Shotgun Mix) (8:20)
4. "Hot In The City" (5:20)

## Helyezések

### Generation X-verzió
| Listák (1980)                           | Legjobb helyezés |
| --------------------------------------- | ---------------- |
| Egyesült Királyság (Brit kislemezlista) | 62               |

### Billy Idol-verzió
| Listák (1981)                                | Legjobb helyezés |
| -------------------------------------------- | ---------------- |
| USA Billboard Hot Dance Club Play            | 27               |
| USA Billboard Bubbling Under Hot 100 Singles | 102              |
| Listák (1983)                                | Legjobb helyezés |
| Új-Zéland (RIANZ Singles Chart)              | 9                |
| Kanada (RPM Top 50 Singles)                  | 39               |

## Hatása a popkultúrára
- A zene szerepelt a Bérbarátnő álomáron című 1987-es filmben.
- Ugyancsak szerepel az Elvitte a víz című 2006-os filmben.
- A Guitar Hero 5 című játékban az egyik eljátszható szám.
- A 2004-es Bajos csajok című filmben szerepel a dal, a The Donnas pedig kifejezetten a film számára fel is dolgozta.
- A "Bad Judge" című sorozat pilot epizódjában hallható a dal.
- A "Loose Change" című amerikai filmben a Blink-182 játssza.
- A houstoni 30 Foot Fall elkészítette a dalból a saját változatát, amit koncertjeiken rendszeresen játszanak.